# Lakeland North
Lakeland North és una concentració de població designada pel cens dels Estats Units a l'estat de Washington. Segons el cens del 2000 tenia 15.085 habitants.

## Demografia
Segons el cens del 2000, Lakeland North tenia 15.085 habitants, 4.978 habitatges, i 4.101 famílies. La densitat de població era de 1.096,9 habitants per km².
Dels 4.978 habitatges en un 43,3% hi vivien nens de menys de 18 anys, en un 68,8% hi vivien parelles casades, en un 8,8% dones solteres, i en un 17,6% no eren unitats familiars. En el 12% dels habitatges hi vivien persones soles el 2,9% de les quals corresponia a persones de 65 anys o més que vivien soles. El nombre mitjà de persones vivint en cada habitatge era de 3,03 i el nombre mitjà de persones que vivien en cada família era de 3,29.
Per edats la població es repartia de la següent manera: un 30% tenia menys de 18 anys, un 7% entre 18 i 24, un 31,6% entre 25 i 44, un 24,5% de 45 a 60 i un 6,8% 65 anys o més.
L'edat mediana era de 36 anys. Per cada 100 dones de 18 o més anys hi havia 97,3 homes.
La renda mediana per habitatge era de 62.292 $ i la renda mediana per família de 64.158 $. Els homes tenien una renda mediana de 45.199 $ mentre que les dones 31.753 $. La renda per capita de la població era de 23.776 $. Aproximadament el 3,4% de les famílies i el 5,1% de la població estaven per davall del llindar de pobresa.

## Poblacions més properes
El següent diagrama mostra les poblacions més properes.